# Командный чемпионат Европы по международным шашкам среди женщин 2014
Командный чемпионат Европы по международным шашкам среди женщин 2014 года прошёл с 7 по 13 октября в Таллине (Эстония) одновременно с мужским турниром. Главный судья — Юрий Липницкий.
Результаты турнира определялись по итогам соревнований в личном зачёте, где участвовали 43 шашистки. Классификация команд — по наименьшей сумме мест в личном зачёт участниц команд. В составе национальной сборной два человека.
Всего выступило 8 стран.

## Призёры
Золото — Украина (Виктория Мотричко, Дарья Ткаченко)
 Серебро — Россия (Матрёна Ноговицына, Тамара Тансыккужина)
 Бронза — Польша (Наталия Садовска, Арлета Флисиковска)

## Таблица
| Место | Страна     | состав команды                         | места участниц | Сумма мест |
| ----- | ---------- | -------------------------------------- | -------------- | ---------- |
| 1     | Украина    | Виктория Мотричко Дарья Ткаченко       | 4+7            | 11         |
| 2     | Россия     | Тамара Тансыккужина Матрёна Ноговицына | 2 + 10         | 12         |
| 3     | Польша     | Наталия Садовска Арлета Флисиковска    | 9+19           | 28         |
| 4     | Латвия     | Зоя Голубева Елена Чеснокова           | 3+ 33          | 36         |
| 5     | Беларусь   | Ольга Федорович Александра Спирина     | 8 +31          | 39         |
| 6     | Нидерланды | Виталия Думеш Хейке Верхёл             | 15+26          | 41         |
| 7     | Литва      | Вероника Вилчинска Лайма Адлите        | 16+28          | 44         |
| 8     | Эстония    | Аннели Треэс Йоанна Силд               | 39+42          | 81         |